# Vanilla sanjappae
Vanilla sanjappae är en orkidéart som beskrevs av Rasingam, R.P.Pandey, J.J.Wood och S.K.Srivast. Vanilla sanjappae ingår i släktet Vanilla och familjen orkidéer. Inga underarter finns listade i Catalogue of Life.